# Alexandrosz (hierapoliszi püspök)
Alexandrosz (Kr. u. 5. század) ókeresztény író, a szíriai Hierapolisz püspöke volt. Alexandriai Kürillosz elszánt ellenfelének számított. 433-ban a Kürillosz és a szírek közt létrejött uniót támadta huszonhét írásban. 435-ben emiatt megfosztották hivatalától, és Egyiptomba száműzték.
Művei kivétel nélkül mind elvesztek, egyetlenegynek maradt fenn a címe: Mi újat hozott Krisztus a világba?